# Bedollo
Bedollo település Olaszországban, Trento megyében. Lakosainak száma 1480 fő (2023. január 1.). Bedollo Lona–Lases, Palu del Fersina, Sant’Orsola Terme, Segonzano, Sover és Baselga di Piné községekkel határos.

## Népesség
A település népességének változása:
| Lakosok száma | 1491 | 1483 | 1480 |
|               | 2017 | 2018 | 2023 |